# Gerrolasius meridionalis
Gerrolasius meridionalis là một loài ruồi trong họ Asilidae. Gerrolasius meridionalis được Hermann miêu tả năm 1920. Loài này phân bố ở vùng nhiệt đới châu Phi.